# Ansar Khalifa Filipinas
Ansar Khalifa Filipinas, también conocido como Ansar al-Khilafah en Filipinas y Ansarul Khilafah Filipinas ("Partidarios del califato en Filipinas"), fue un grupo yihadista con sede en Filipinas que surgió en agosto de 2014 cuando publicó un video jurando lealtad a ISIS. Sin embargo, las Fuerzas Armadas de Filipinas los catalogan como "bandidos" que participan en actividades de robo de ganado y extorsión.
En 2019, Malasia señaló al grupo como organización terrorista.

## Trasfondo
Se cree que Ansar Khalifa esta  refugiado en lasprovincias de South Cotabato y Sarangani y fue dirigida inicialmente por Abu Sharifah. Se considera que el grupo tiene vínculos más cercanos con ISIS en Siria más que cualquier otro grupo en Filipinas.
Mohammad Jaafar Maguid, es identificado por autoridades filipinas como el líder de Ansar Khalifa, siendo asesinado en una operación realizada por la Agencia Nacional de Coordinación de Inteligencia y la Policía Nacional de Filipinas el 5 de enero de 2017 en Kiamba, Sarangani. Se decía que Maguid fue entrenado por Zulkifli Abdhir en la fabricación de bombas. Unas semanas más tarde, el nuevo líder del grupo, Abdullah Nilong, había sido capturado por policías en Polomolok, South Cotabato.
En octubre de 2017, la viuda de Maguid, la esposa filipina Karen Aizha Hamidon, fue arrestada por reclutar combatientes y difundir propaganda relacionada con la batalla de Marawi y el grupo Maute. Las autoridades filipinas atribuyeron a su autoría 296 publicaciones en redes sociales relacionadas con el "reclutamiento para las filas de los militantes musulmanes afiliados a ISIS" en Marawi .  Los funcionarios del gobierno filipino también la identificaron como una "asociada cercana" de Musa Cerantonio, un erudito islámico australiano y partidario del Estado Islámico de Irak y el Levante .

## Actividades
En noviembre de 2015, 8 miembros de Ansar Khalifa Filipinas murieron en un tiroteo que duró cuatro horas contra unidades militares filipinas en Sultán Kudarat. Uno de los militantes muertos fue identificado como Abdul Fatah, un ciudadano indonesio. Semanas después, el 28 de diciembre, militantes arrojaron un explosivo a un karaoke bar en ein Rosary Heights IV neighborhood, Cotabato, Maguindanao, Filipinas. No hubo víctimas ni daños materiales ya que el artefacto no detonó por completo, y Ansar Al-Khilafa se atribuyó la autoría del ataque.
Fuerzas de seguridad filipinas han declarado que Ansar Khalifa había cooperado con el Grupo Maute en la realización del atentado en la ciudad de Dávao en 2016. En diciembre de 2016, dos presuntos miembros del grupo fueron capturados por personal de la Policía Nacional de Filipinas después de que una bomba que colocaron en un basurero cerca de la embajada de los Estados Unidos en Manila no explotó.
Se dice que el grupo trabajó con Abu Sayyaf para llevar a cabo el fallido plan de secuestrar turistas en la región de Visayas que culminó en el choque de Bohol de 2017. Además, se informó que contribuyeron con combatientes en apoyo del asalto liderado por el grupo Maute que resultó en la Batalla de Marawi. El 23 de octubre de 2018, Bassir Sahak, el presunto líder del grupo, murió en un enfrentamiento con las fuerzas estatales en Sitio Lebe, Barangay Daliao, Maasim, Sarangani.